# Bnei Yehuda Tel Aviv FC
El Bené Yehudà Tel Aviv F.C. (en hebreu: מועדון כדורגל בני יהודה תל אביב, Moadon Kadurégel Bené Yehudà Tel Aviv), normalment anomenat Bené Yehudà, és un club de futbol israelià del barri ha-Tiqvà a Tel-Aviv. El seu nom significa Fills de Yehudà.

## Història
El club va ser format el gener de 1936 per un grup d'amics encapçalat per Nathan Sulami. Ascendí a la primera divisió israeliana per primer cop l'any 1959, però sempre ha estat a l'ombra dels grans equips de la ciutat com el Hapoel Tel Aviv i el Maccabi Tel Aviv. L'any 1968 guanyà el seu primer títol important, la Copa israeliana, que repetí el 1981. El seu major èxit fou la lliga guanyada la temporada 1990.
La major part de la seva història el club jugà a l'estadi ha-Tiqvà del seu barri original. L'any 2004 es traslladà a l'Estadi Bloomfield, a Tel-Aviv.

## Palmarès
- Lliga israeliana de futbol: 1 (1989/90)
- Copa israeliana de futbol: 4 (1967/68, 1980/81, 2016/17, 2018/19)
- Copa Toto: 2 (1991/92, 1996/97)
- Supercopa israeliana de futbol: 1 (1990)